# Adolf Jay Fink
Adolf Jay Fink (n. San Francisco; 19 de julio de 1890 - f. íb.; 15 de diciembre de 1956 en San Francisco) fue un ajedrecista estadounidense.

## Trayectoria como ajedrecista
Fink ganó el Campeonato del Estado de California en 1922, 1928, 1929, y también en 1945, victoria junto con Herman Steiner, acabó cuarto en 1923 (por detrás de los vencedores Stasch Mlotkowski y Norman Tweed Whitaker, y de Samuel Factor), y segundo en 1925 (tras el ganador Mlotkowski), 1926 (tras perder el desempate con Elmer W.Gruer) y en 1948.
Fue un destacado creador de problemas de Ajedrez. Su primer problema fue publicado en 1908, y desde entonces y hasta 1922 se le publicaron más de 300 problemas, ganado por ellos cerca de 40 premios. Durante su vida creó más de 1000 problemas, con lo que ganó cerca de cien premios.
Fink fue uno de los mejores ajedrecistas en el Club de Ajedrez del Instituto de Mecánica de San Francisco, donde incluso logró hacer tablas con el vigente campeón mundial José Raúl Capablanca en una exhibición de simultáneas en 1916., hasta verse afectado por una hemorragia cerebral, y nombrado Maestro por la Federación de Ajedrez de Estados Unidos. Obtuvo el título de Maestro en el Torneo de Maestros de Chicago en 1922, donde el requisito era sumar un 40% de los puntos contra Frank Marshall, Carlos Torre, Isaac Kashdan y Edward Lasker, logrando un ratio del 42%.
Fink se interesó por el Ajedrez poco antes del gran terremoto de 1906. El desastre obligó a la familia de Fink a refugiarse en los cerros, donde pasó el tiempo estudiando Ajedrez y Damas. "El ajedrez resultó más fascinante, tal vez a causa de sus movimientos intrincados", escribió Fink en el Pittsburgh Gazette-Times como autobiografía en 1916.
Fink no tuvo tan buen resultado contra Alexander Alekhine como el que obtuvo en su momento contra Capablanca. Pasadena, 1932. Blancas: Adolph Jay Fink - Negras: Alexander Alekhine. Apertura Ponziani
Tal como indicó en su autobiografía, cuando se inició la reconstrucción de San Francisco, un adolescente Fink comenzó a mejorar su juego. Fink escribió que "aprendió las aperturas y mejorado mi juego al inscribirme al Club del Instituto de Mecánica, donde desde entonces ganadé varios premios, el más importante el torneo de 1913." Fink incluyó dos partidas, pero no mencionó dónde o cuándo se jugaron. Parece ser que fue en San Francisco donde jugó su partida ante el Maestro Walter Lovegrove, en la zona de la Bahía, tal vez en un torneo ganado por Fink en el Instituto de Mecánica.
|       |       |       |       |       |       |       |       |       |  |
|       | a8    | b8    | c8    | d8    | e8    | f8    | g8 rd | h8 kd |  |
| a7 pd | b7 bd | c7 pd | d7 pd | e7 nd | f7    | g7 rd | h7 pd |       |  |
| a6    | b6 pd | c6    | d6    | e6    | f6 qd | g6    | h6    |       |  |
| a5    | b5    | c5    | d5 pl | e5    | f5 pd | g5    | h5    |       |  |
| a4    | b4    | c4    | d4    | e4    | f4 pl | g4    | h4    |       |  |
| a3    | b3    | c3    | d3    | e3    | f3 bl | g3    | h3    |       |  |
| a2 pl | b2 pl | c2    | d2    | e2 nl | f2    | g2 pl | h2 pl |       |  |
| a1    | b1    | c1 rl | d1 ql | e1    | f1 rl | g1    | h1 kl |       |  |
|       |       |       |       |       |       |       |       |       |  |

- Walter Lovegrove - Adolf Jay Fink (A85) Defensa holandesa con 2.c4 y 3.Cc3

1.d4 f5 2.c4 e6 3.Cc3 Cf6 5.Cf3 0-0 4.Bg5 Ae7 6.e3 b6 7.Bd3 Ab7 8.Rc1 Rh8 9.Bf4 Ch5 10.0-0 Cxf4 11.exf4 g5 12.fxg5 Axg5 13.Nxg5 14.f3 Cc6 Dxg5 15.f4 Df6 16.d5 Ce7 17.Be2 Tg8 18.Kh1 Tg7 19.Bf3 Tag8 20.Ne2 exd5 21. cxd5 Cxd5 22.Bxd5 Txg2 23.Bxg2 Txg2 0-1
Pittsburgh Gazette-Times, 11 de junio de 1916
- José Raúl Capablanca - Adolf Jay Fink (D02) Apertura Grünfeld invertida (Apertura de peón de dama, 2. Cf3), 1916[8]

1.d4 d5 2.Cf3 Cc6 3.c4 e6 4.Cc3 Ae7 5.Af4 Cf6 6.e3 a6 7.Tc1 0-0 8.Ad3 dxc4 9.Axc4 Ca5 10.Ad3 c5 11.dxc5 Axc5 12.0-0 Cc6 13.Ce4 Ae7 14.Dc2 Cb4 15.Cxf6+ gxf6 16.Axh7+ Rg7 17.Db1 f5 18.Tfd1 De8 19.Axf5 exf5 20.Cd4 Cd5 21.Cxf5+ Axf5 22.Dxf5 Cxf4 23.Dxf4 Th8 24.Tc7 Td8 25.Txd8 Dxd8 26.Dg4+ Ag5 27.Txb7 Th4 28.Df3 Ae7 29.b3 Th6 30.g3 Dd6 31.h4 Tf6 32.Dg4+ Tg6 33.Df4 Dd1+ 34.Rg2 Axh4 35.Df3 Dxf3+ 36.Rxf3 Af6 37.Tb6 Ac3 38.Txg6+ Rxg6 39.Rg4 Rf6 40.f4 Re6 41.e4 f6 42.Rf3 a5 43.Re3 Ae1 44.g4 Rd6 45.g5 fxg5 46.fxg5 Re5 47.g6 ½-½

## Otras partidas seleccionadas
|       |       |       |       |       |       |       |       |       |  |
|       | a8    | b8    | c8 bd | d8    | e8    | f8    | g8 rd | h8 kd |  |
| a7 pd | b7 nd | c7    | d7    | e7    | f7 pd | g7 pd | h7    |       |  |
| a6    | b6    | c6    | d6    | e6    | f6    | g6    | h6 pd |       |  |
| a5    | b5 bl | c5    | d5    | e5 pl | f5    | g5    | h5    |       |  |
| a4 pl | b4 pl | c4 pl | d4    | e4 pd | f4    | g4    | h4    |       |  |
| a3    | b3    | c3    | d3 pd | e3    | f3    | g3    | h3    |       |  |
| a2    | b2    | c2    | d2    | e2    | f2 qd | g2 pl | h2 pl |       |  |
| a1 rl | b1    | c1 bl | d1 ql | e1    | f1    | g1    | h1 kl |       |  |
|       |       |       |       |       |       |       |       |       |  |

- Solomon Rubinstein - Adolf Jay Fink (C59) Defensa de los dos caballos[9]

 1.e4 e5 2.Cf3 Cc6 3.Bc4 Cf6 4.Ng5 d5 5.exd5 Ca5 6.Bb5 + c6 7.dxc6 bxc6 8.Be2 h6 9.Nf3 e4 10.Ce5 Ad6 11.f4 Dc7 12.d4 0-0 13.0-0 c5 14.c3 Tb8 15.Na3 cxd4 16.Nb5 Txb5 17.Bxb5 Db6 18.c4 d3 + 19.Kh1 Axe5 20.fxe5 Cg4 21.b4 NB7 22.a4 NF2 + 23.Rxf2 Qxf2 24.Qg1 Td8 25.a5 Dh4 26.Bb2 d2 27.a6 e3 28.c5 Cxc5 29.bxc5 Df2 30.Be2 Qxe2 31.Rd1 Qxd1 32.Qxd1 bxa6 0-1
Pittsburgh Gazette-Times, 11 de junio de 1916
La siguiente partida fue publicada la columna The Chess player, por Henry James Ralston, en The Argonaut el 8 de febrero de 1952. Se celebraba un encuentro por equipos entre el Instituto de Mecánica y el Club de Ajedrez de Oakland, el 15 de diciembre de 1951.
- Fink - Roger Smook. Defensa siciliana

1.e4 e5 2.Cf3 Cc6 3.d4 cd4 4.Cxd4 Cf6 5.Cc3 d6 6.Ac4 e6 7.0-0 a6 8.Ae3 Dc7 9.Ab3 Ae7 10.Df3 0-0 11.Rad1 Td8 12.h3 Ad7 13.Dg3 b5 14.a3 Cc8 15.Ag5 Axg5 16.Dxg5 Tab8 17.Rfe1 Ca5 18.Rd3 Cc4 19.Rf3 Dc5 20.Dc7 Cf6 21.Rxf6 GF6 22.e5 f5 23.Axc4 BC4 24.Ce4! FE4 25.Rxe4 Dxe5 26.Txe5 de5 27.Cf3 h6 28.Cxe5 Ae8 29.Cg4 Td5 30.Cf6 + 1-0
- Fink - Abraham Kupchik (C84) Apertura española, Defensa cerrada. Chicago, 1926.[12]

1.e4 e5 2.Cf3 Cc6 3.Ab5 a6 4.Aa4 Cf6 5.0-0 Ae7 6.d3 d6 7.c3 0-0 8.Te1 Cd7 9.Ae3 Af6 10.Ac2 Te8 11.h3 Cf8 12.Rh2 d5 13.exd5 Dxd5 14.De2 Af5 15.Cbd2 Tad8 16.Ce4 Ae7 17.Cfg5 18.Df3 Ce6 19.h4 Cxg5 20.hxg5 Af8 21.g4 Ce7 22.Rg2 Dc6 23.Th1 Cd5 24.Rg3 Cb4 25.Ab3 Cxd3 26.Txh7 Cf4 27.Tah1 Axh7 28.Txh7 Rxh7 29.Axf7 Re6! 30.Axe8 Txe8 31.Cf6+ Rh8 32.Dxc6 bxc6 33.Cxe8 Ce6 34.Cf6 Ad6 35.Rf3 Rg7 36.Cd7 Cf8 37.Cb8 a5 38.a4 c5 39.Cc6 Rf7 40.Cxa5 Re6 41.Re4 Cd7 42.Cc6 Cb6 43.a5 Ca8 44.c4 1-0
- Carlos Torre-Repetto - Adolf Jay Fink (D30) Gambito de dama declinado. Chicago 1926.[13]

1.d4 d5 2.c4 e6 3.Cf3 c6 4.Cc3 f5 5.g3 Ad6 6.Ag2 Ce7 7.0-0 0-0 8.Af4 Cg6 9.Axd6 Dxd6 10.Cd2 Cd7 11.f4 Tf6 12.e3 Cdf8 13.a3 Ch8 14.b4 Ad7 15.De2 Ae8 16.Tfb1 h5 17.h4 Tg6 18.Cf1 Ch7 19.c5 De7 20.b5 Cf6 21.a4 Cf7 22.bxc6 Axc6 23.Af3 Tf8 24.Ta2 a6 25.Dd1 Ch6 26.Tab2 Chg4 27.De1 Tf7 28.Ad1 De8 29.Ch2 Te7 30.Cf3 Ce4 31.Cg5 Cxc3 32.Dxc3 Cf6 33.Da3 Th6 34.Tg2 Ce4 35.Ae2 Tc7 36.Cxe4 fxe4 37.Dc3 Dg6 38.Rf2 Df5 39.Tbg1 Tf7 40.Ad1 Dh3 41.Re1 Rh7 42.Tb2 Ae8 ½-½
- Alexander Alekhine - Adolf Jay Fink (D02) Apertura Grünfeld invertida (Apertura de peón de dama, 2. Cf3). San Francisco, 1929.[14]

1.d4 d5 2.Cf3 e6 3.c4 c6 4.Cc3 f5 5.Af4 Ad6 6.e3 Ce7 7.Ce5 Cg6 8.Dh5 Axe5 9.Axe5 0-0 10.f4 Ad7 11.Ad6 Tf6 12.c5 Ae8 13.Dg5 h6 14.Dg3 Cd7 15.h4 h5 16.Ae2 Ch8 17.Df2 Cf7 18.Ae5 Th6 19.b4 Cf6 20.Af3 Cg4 21.Axg4 hxg4 22.Db2 Txh4 23.0-0-0 Th6 24.Ce2 a5 25.Txh6 Cxh6 26.a3 b5 27.Th1 axb4 28.axb4 Dc8 29.Cc3 Da6 30.Rc2 g3 31.Th3 Cg4 32.Txg3 Da1 33.Dxa1 Txa1 34.Cd1 Ah5 35.Th3 g6 36.Cc3 Te1 37.Rd2 Tg1 38.Cxb5 Cxe5 39.dxe5 cxb5 40.c6 Ta1 41.Th1 Ta2+ 42.Rd3 Ae2+ 43.Rc3 Ta6 44.Rd2 Ac4 45.Rc3 Txc6 46.Ta1 d4+ 47.Rxd4 Ad5 48.g4 Ae4 49.Ta8+ Rf7 0-1
- Jackson Showalter - Adolf Jay Fink (C44) Apertura de peón de Rey. Chicago, 1926.[15]

1.e4 e5 2.Cf3 Cc6 3.c3 d5 4.Da4 f6 5.Ab5 Cge7 6.exd5 Dxd5 7.0-0 e4 8.Ce1 a6 9.Ac4 Dh5 10.Dc2 b5 11.Ab3 Af5 12.Dd1 Dg6 13.d4 exd3 14.Af4 Ce5 15.Cd2 Td8 16.Cef3 C7c6 17.Te1 Ad6 18.Axe5 fxe5 19.Ad5 Ce7 20.Ae4 0-0 21.Ch4 Dh6 22.Cxf5 Cxf5 23.Cf3 Ch4 24.Dxd3 Cxf3+ 25.gxf3 Tf4 26.Df1 Tdf8 27.Dg2 Th4 28.Ad5+ Rh8 29.Te4 Th3 30.Tae1 Thxf3 31.T4e2 T3f5 32.Rh1 Tg5 33.De4 Th5 34.f3 Tf4 35.De3 Df6 36.Da7 g6 37.Dxa6 b4 38.Ae4 Rg7 39.Dd3 Tfh4 40.Dd2 Df8 41.Tg1 Ac5 42.Tc1 bxc3 43.Txc3 Ab6 44.b4 Th3 45.Td3 Ad4 46.a4 T5h4 47.Txd4 exd4 48.Dxd4+ Rh6 49.De3+ Tf4 50.a5 g5 51.Tc2 Thxf3 52.Axf3 Txf3 53.De4 Tc3 54.De6+ Rg7 55.De5+ Rh6 ½-½

## Problemas de Ajedrez
|       |       |       |       |       |       |       |    |    |  |
|       | a8 kl | b8    | c8    | d8    | e8    | f8    | g8 | h8 |  |
| a7    | b7    | c7    | d7 ql | e7    | f7    | g7    | h7 |    |  |
| a6    | b6    | c6 pd | d6    | e6    | f6 pl | g6    | h6 |    |  |
| a5    | b5    | c5    | d5 nl | e5 nl | f5    | g5    | h5 |    |  |
| a4    | b4 pd | c4    | d4    | e4 kd | f4    | g4    | h4 |    |  |
| a3    | b3 pl | c3    | d3    | e3 pd | f3    | g3    | h3 |    |  |
| a2    | b2    | c2 bd | d2    | e2    | f2 bd | g2 pl | h2 |    |  |
| a1 bl | b1    | c1    | d1    | e1    | f1    | g1    | h1 |    |  |
|       |       |       |       |       |       |       |    |    |  |

|       |       |       |       |       |       |       |       |    |  |
|       | a8 bl | b8 bl | c8    | d8    | e8 bd | f8 bd | g8    | h8 |  |
| a7    | b7    | c7    | d7    | e7    | f7 pd | g7    | h7 qd |    |  |
| a6 kl | b6    | c6    | d6 nl | e6 pd | f6    | g6    | h6 rd |    |  |
| a5 pd | b5    | c5 kd | d5    | e5    | f5    | g5    | h5 rd |    |  |
| a4    | b4    | c4 pd | d4 nl | e4 ql | f4    | g4    | h4 pd |    |  |
| a3    | b3 rl | c3 pd | d3    | e3 pl | f3    | g3    | h3    |    |  |
| a2    | b2    | c2    | d2    | e2    | f2    | g2    | h2    |    |  |
| a1    | b1    | c1    | d1    | e1    | f1    | g1    | h1    |    |  |
|       |       |       |       |       |       |       |       |    |  |

He aquí dos de los problemas creados por Fink, compositor de problemas de Ajedrez de renombre internacional.
- En el diagrama de la izquierda, la solución se encuentra en continuar con el movimiento 1.Nd3 1-0
- En el diagrama de la derecha, se logra la victoria con el movimiento 1.Qe4 1-0

Ambos problemas fueron publicados en el Pittsburgh Gazette-Times, el 11 de junio de 1916

## Biografía
- Neil Brennen, Chess from the Fire: The Making of A.J. Fink
- Guthrie McClain, Out of the Past in California Chess